# Francis Charteris

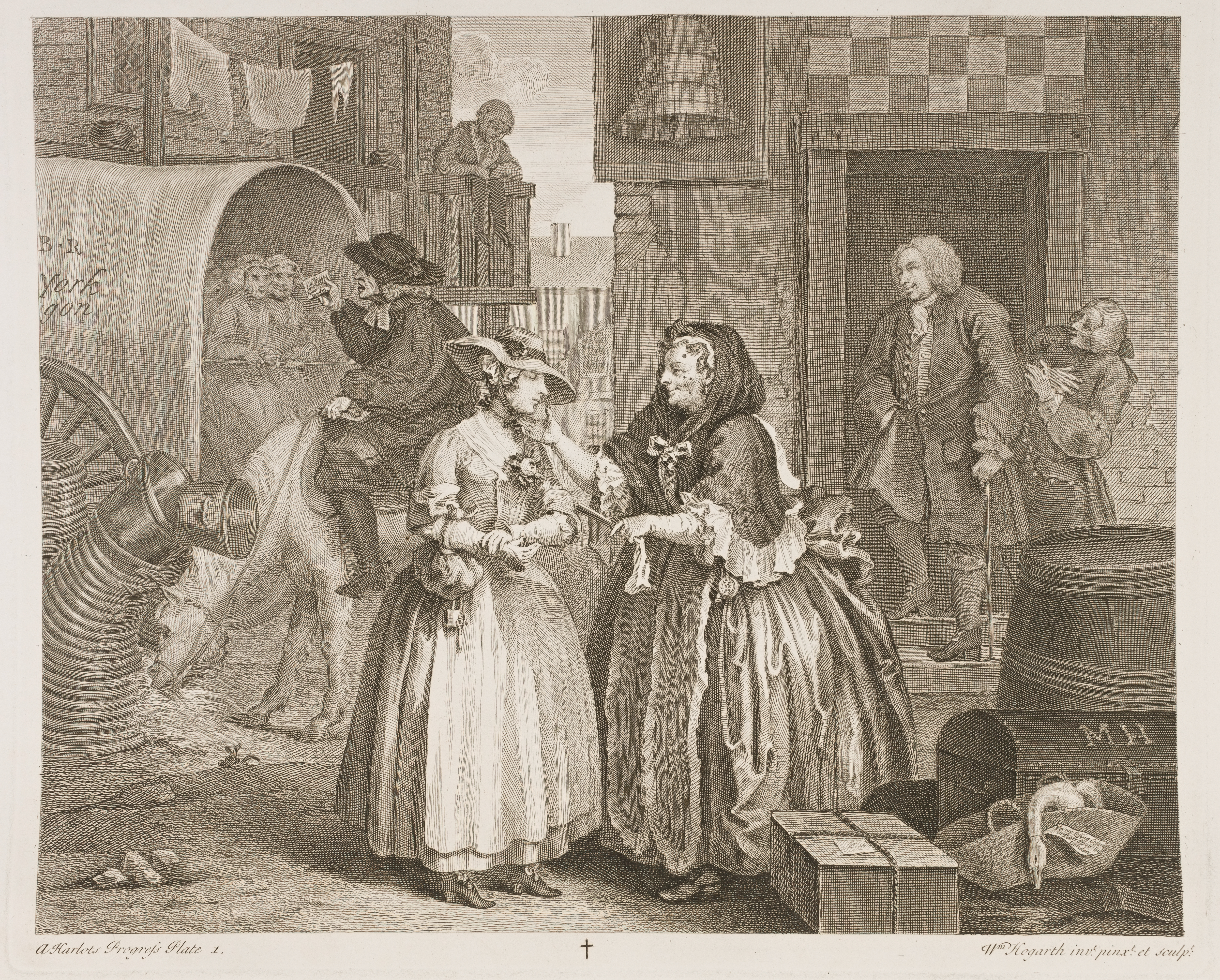
El progreso de una prostituta, de William Hogarth, lámina 1, cuando la recién llegada Moll es seducida por una mediadora, Elizabeth Needham. Los dos hombres que miran desde la puerta son Francis Charteris (a la izquierda), que está tocándose, y su servidor "Handy Jack" (a la derecha).

El Coronel Francis Charteris, (bautizado 12 de enero de 1672 - 24 de febrero de 1732), apodado "The Rape-Master General," (El maestro general de la violación) fue un aristócrata escocés que ganó bastante dinero a través del juego y la Burbuja de los Mares del Sur. 
Charteris nació en una familia terrateniente bien relacionada y fue bautizado en Amisfield, en Dumfriesshire. Sin embargo, ya antes de su condena por violación, era conocido y despreciado por muchos en Londres como un libertino arquetípico. Tuvo una carrera militar, pero fue echado del servicio cuatro veces; la tercera por el Duque de Marlborough en Bélgica por hacer trampas a las cartas, y la cuarta por el Parlamento al haber aceptado sobornos. A pesar de su expulsión del ejército, amasó una considerable fortuna, se casó con Helen Swinton, hija de Lord Mersington y su hija, Janet, se casó con James Wemyss, quinto Conde de Wemyss en 1720 (su nieto, Francis Charteris, séptimo Conde de Wemyss, adoptó el nombre de soltera de su madre en 1732 cuando heredó las propiedades de su abuelo). 
Charteris solía enviar a sus sirvientes al campo para reclutar jóvenes muchachas con la promesa de un empleo, para, una vez a su servicio, forzarlas a mantener relaciones con su patrón. Fue enjuiciado por la violación de su sirvienta Anne Bond en Old Bailey el 27 de febrero de 1730. El juicio causó sensación en la ciudad. La defensa atacó la virtud y los motivos de la denunciante, acusándola de prostitución, robo y extorsión. Sin embargo, se demostró que muchos de los testigos y documentos presentados por Charteris eran falsos, y el jurado rápidamente lo condenó. Fue sentenciado a muerte el 2 de marzo, y encarcelado en la prisión de Newgate. El conde de Egmont escribió en su diario: "Todo el mundo está de acuerdo en que merecía ser ahorcado hace mucho tiempo, pero difieren si en esta ocasión." mientras el Fog's Weekly Journal del 14 de marzo de 1730 informó: "Escuchamos que no se han cometido violaciones durante las últimas tres semanas. El coronel Francis Charteris todavía está en Newgate." El 10 de abril fue perdonado por el rey Jorge III, tras una intensa campaña que incluyó al abogado escocés Lord Duncan Forbes, que alquilaba una casa de Charteris en Edimburgo, y la propia Ann Bond, posiblemente motivada por la promesa de cobrar una pensión. Como reo convicto, su propiedad debería ser confiscada por el estado, pero de nuevo suplicó al rey aunque hubo de pagar una importante multa. Murió por causas naturales poco después en Edimburgo en 1732. Fue enterrado en el cementerio de Greyfriars.
Charteris inspiró los personajes de las pinturas de William Hogarth, El progreso del libertino y El progreso de una prostituta (está en la primera lámina) así como en Fanny Hill. Fue condenado por Alexander Pope en su Moral Essay III, escrito en 1733. Se establecieron paralelismos entre los excesos sexuales de Charteris y la avidez de políticos como Robert Walpole.
Algunas fuentes dicen que fue fundador del Hellfire Club, aunque el famoso club fundado por Sir Francis Dashwood no comenzó a reunirse hasta 1743. Pudo haber sido miembro del "Hell-Fire Club" original, fundado por Philip Wharton, primer Duque de Wharton en 1720. Leslie Charteris, creador de Simon Templar, "El Santo", fue un admirador tardío, y cambió su nombre por el de Leslie Charles Bowyer-Yin.